# 野村哲也 (実業家)
野村 哲也（のむら てつや、1938年12月17日 - 2015年11月12日）は、日本の経営者。清水建設社長、会長を務めた。

## 経歴
岐阜県出身。1967年に早稲田大学第一理工学部機械工学科を卒業し、同年に清水建設に入社。1991年6月に取締役に就任し、1994年6月に常務、1997年6月に専務を経て、1998年6月に副社長に就任し、1999年4月には社長に昇格。2007年6月に会長に就任。
2015年11月12日多臓器不全のために死去。76歳没。